# ライチャス・ブラザーズ
ライチャス・ブラザーズ（The Righteous Brothers）は、アメリカ合衆国のデュオ。いわゆるブルー・アイド・ソウルの代表格で、1960年代に「ふられた気持」や「ひき潮」「アンチェインド・メロディ」などのヒット曲で有名。2003年に、ロックの殿堂入りを果たした。

## 略歴
ビル・メドレーとボビー・ハットフィールドの2人は、もともとはパラモアズのメンバーだった。やがて2人はデュオを1962年に結成し、1963年にデビュー。「ライチャス」という名は、彼らの歌を聴いた黒人が「正しいソウルがある」と感想を述べたことにより付けられた。その後、フィル・スペクターらが設立したフィレス・レコードに移籍し、1964年に「ふられた気持（You've Lost That Lovin' Feelin'）」が全米1位を記録。1965年には「アンチェインド・メロディ（Unchained Melody）」が全米4位まで上昇した。1966年、今度はヴァーヴ・レコードに移籍し、そこでも「ソウル・アンド・インスピレーション（Soul And Inspiration）」を全米1位に送り込む等、ヒットを放つが、やがてビルが独立し、解散状態となる。1974年に再結成され、「Rock And Roll Heaven」をヒットさせるが、その後しばらく、第一線に出ることはなかった。ビル・メドレーは歌手活動の他にテレビ番組の司会などもつとめていたが、1987年、ビル・メドレー&ジェニファー・ウォーンズとして「(I've Had) The Time Of My Life」をヒットさせた。映画『ダーティ・ダンシング』で使用されたことが大きかった。2003年11月5日、ボビー・ハットフィールドが麻薬のオーバードーズで惜しくも死去した。
- 「ふられた気持」は、1980年にダリル・ホール&ジョン・オーツにカヴァーされた。
- 1986年公開の映画『トップ・ガン』で「You've Lost That Lovin' Feelin'」が使用された。
- 1990年公開の映画『ゴースト/ニューヨークの幻』に「アンチェインド・メロディ」が使用され、リバイバル・ヒットした。
- BMI調べによる「20世紀にアメリカのテレビやラジオで最もオンエアされた100曲」のランキングでは、「ふられた気持」が800万回以上のオンエアで1位にランクインされた[2]。
- 2003年にロックの殿堂入りを果たした。

## メンバー
現在のメンバー
- ビル・メドレー (Bill Medley) (1962年–1968年、1974年–1976年、1981年–2003年、2016年– )
- バッキー・ハード (Bucky Heard) (2016年– )

旧メンバー
- ボビー・ハットフィールド (Bobby Hatfield) (1962年–1971年、1974年–1976年、1981年–2003年) ※2003年死去
- ジミー・ウォーカー (Jimmy Walker) (1968年–1971年) ※2020年死去

## ディスコグラフィ

### アルバム
- Right Now! (1963年、Moonglow)
- 『サム・ブルー・アイド・ソウル』 - Some Blue-Eyed Soul (1964年、Moonglow)
- This Is New! (1965年、Moonglow)
- You've Lost That Lovin' Feelin' (1965年、Philles)
- 『ジャスト・ワンス・イン・マイ・ライフ』 - Just Once in My Life... (1965年、Philles)
- 『バック・トゥ・バック』 - Back to Back (1965年、Philles)
- 『ソウル&インスピレーション』 - Soul & Inspiration (1966年、Verve)
- Go Ahead and Cry (1966年、Verve)
- Sayin' Somethin' (1967年、Verve)
- Souled Out (1967年、Verve)
- 『ザ・ライチャス・ブラザース・オン・ステージ』 - One for the Road (1968年、Verve)
- 『ザ・ライチャス・ブラザース・スタンダード』 - Standards (1968年、Verve)
- Re-Birth (1969年、Verve) ※Bobby Hatfield and Jimmy Walker
- 『明日に希望を』 - Give It to the People (1974年、Haven)
- 『ライチャス夫人の息子』 - Sons of Mrs. Righteous (1975年、Haven)
- 『ベスト〜アンチェインド・メロディ』 - Reunion (1990年、Curb)
- The Righteous Brothers (2016年、Rock Canyon) ※Bill Medley and Bucky Heard

### コンピレーション・アルバム
- 『グレーテスト・ヒッツ・バイ フィル・スペクター』 - The Righteous Brothers Greatest Hits (1967年、Verve)
- Greatest Hits Vol. 2 (1969年、Verve)
- You've Love That Lovin' Feelin' (1982年、J&B)
- Soul & Inspiration (1987年、J&B)
- The Anthology 1962–1974 (1989年、Rhino)
- Unchained Melody – Best Of The Righteous Brothers (1990年、Curb)
- 『アンチェインド・メロディ〜ベリー・ベスト・オブ・ライチャス・ブラザース』 - The Very Best Of Righteous Brothers (1990年、Polydor (Verve))